# Vall de Sant Miquel
La Vall de Sant Miquel és una vall de Riells del Fai, pertanyent al municipi de Bigues i Riells, al Vallès Oriental. Rep aquest nom del proper monestir de Sant Miquel del Fai.
És a l'extrem nord-oest del terme, i també al nord-oest de Riells del Fai. És, dins del terme riellenc, la part alta de la vall del Tenes, sota Sant Miquel del Fai. S'estén entre aquest antic monestir i el Molí de la Pineda, on el Tenes rep per l'esquerra el torrent de Llòbrega. Inclou les masies de la Madella, la Font de la Pineda i la Pineda, el Molí de la Pineda i, just al nord de la Madella, una petita urbanització denominada Torres de la Madella. En aquest darrer lloc el Tenes rep per l'esquerra el torrent del Gat, que davalla de la part superior dels Cingles de Bertí.

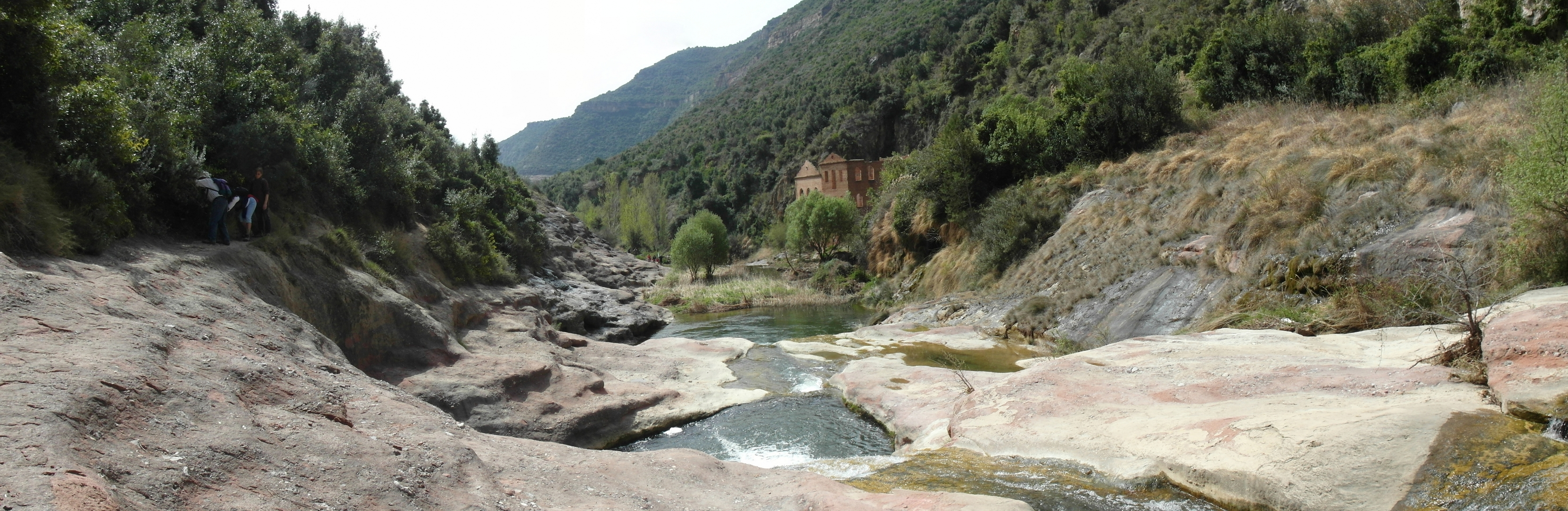
Riu Tenes - Central electrica - Gorg d'en Manelet - Vall de Sant Miquel del Fai

Aquesta vall està emmarcada a llevant pels Cingles de Bertí i a ponent pel Cingle del Fitó i els Cingles del Perer. Tots dos tenen la part superior de la cinglera en el terme municipal de Sant Feliu de Codines, mentre que els de Bertí la tenen en el terme de Sant Quirze Safaja. A la part inferior, ja al fons de la vall, dels cingles del Perer s'estén el paratge de la Verdera, i a la dels de Bertí, les Costes de Sant Miquel, amb les Fontetes prop de l'extrem meridional.
Gairebé al fons de la vall hi ha les restes de l'antiga central de producció d'energia elèctrica de Sant Feliu de Codines, l'anomenada Central del Fai, que va funcionar entre 1910 i 1964. Tot i ser dins del terme municipal de Bigues i Riells, no subministrava electricitat a cap dels dos pobles; només Sant Feliu de Codines en treia profit.
El Gorg d'en Manelet està situat a la Vall de Sant Miquel, a prop de l'extrem nord-oest del terme municipal, a ran dels de Sant Feliu de Codines i Sant Quirze Safaja. El termenal passa per la cinglera que es dreça damunt, a ponent, del Gorg d'en Manelet. És al nord de la Central del Fai, a tocar i al sud del lloc on el Rossinyol s'aboca en el Tenes.